# Abigail Savage
Abigail Savage (* 26. Juni 1984 in New York) ist eine US-amerikanische Schauspielerin und Sounddesignerin.

## Leben
Savage wurde vor allem durch ihre Rolle der Gina Murphy bei der TV-Serie Orange Is the New Black bekannt. Dafür wurden sie und weitere Darsteller der Serie dreimal mit dem Screen Actors Guild Award in der Kategorie „Bestes Schauspielensemble in einer Comedyserie“ ausgezeichnet (2015, 2016 und 2017).
Savage arbeitete ab 1998 für das von Tom Efinger in New York gegründete Audio-Postproduktion-Studio Dig It Audio und derzeit für sein Unternehmen Red Hook Post. Als Sound Designerin und SFX-Spezialistin war sie an Filmen wie Sugar, Goodbye Solo, Inside Job und Um jeden Preis – At Any Price beteiligt. Sie lebt in Brooklyn.